# Kapuso Mo, Jessica Soho

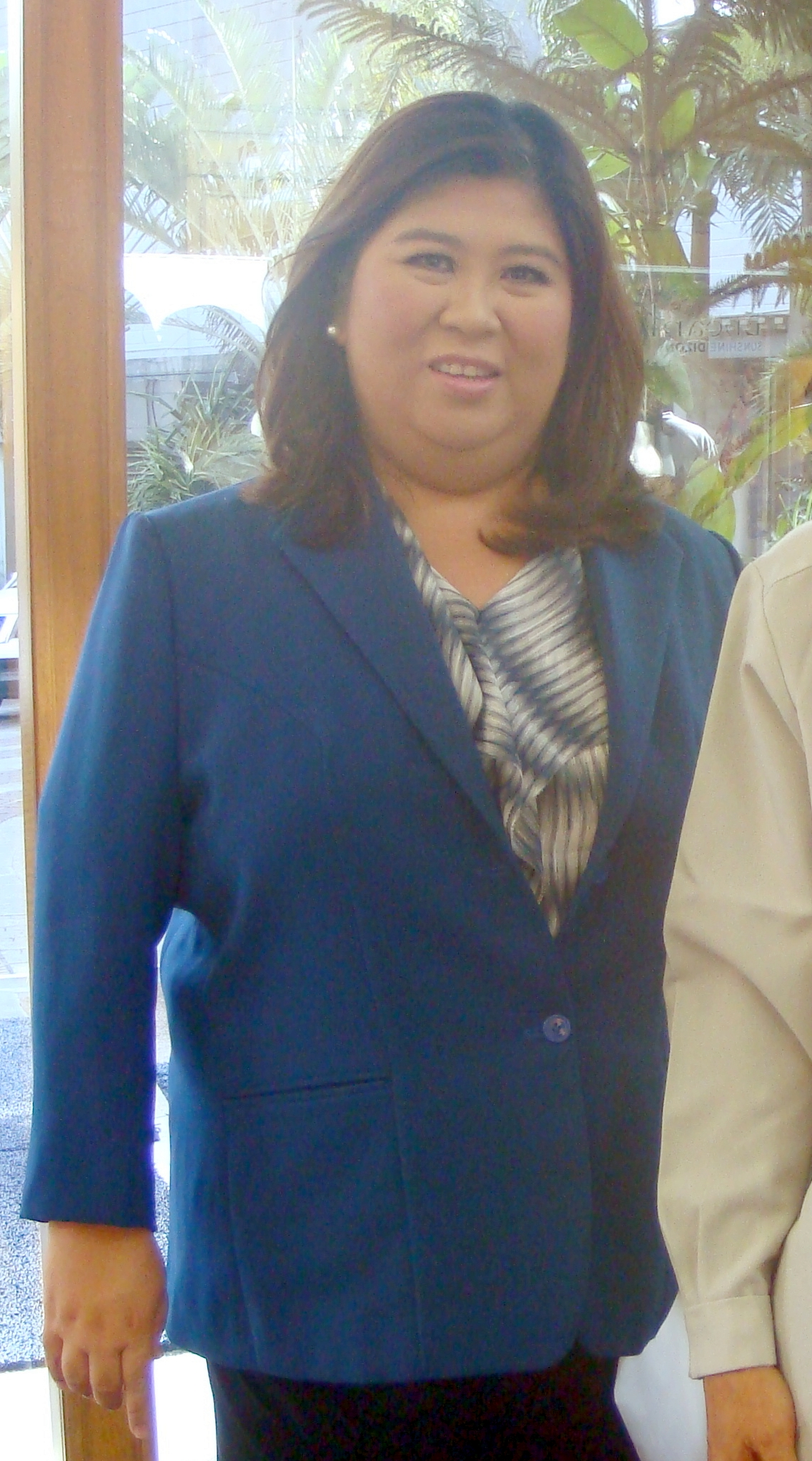
Jessica Soho (2012
)

Kapuso Mo, Jessica Soho ist eine philippinische Fernsehsendung, die von GMA Network ausgestrahlt wird und von Jessica Soho moderiert wird. Sie wurde am 7. November 2004 am Sonntagabend des Senders uraufgeführt.
Die Show bietet Geschichten über Ereignisse, Popkultur, Lebensmittel, Prominente, Gesundheit und Trends sowie urbane Legenden, Geistergeschichten und angebliche paranormale Aktivitäten.